# Amy Carmichael
Amy Wilson Carmichael (16 décembre 1867 – 18 janvier 1951) était une missionnaire protestante qui a servi en Inde pendant plus de 55 ans sans interruption. Elle a ouvert un foyer à Dohnavur, à l'extrême sud du Tamilnadu, pour recueillir de jeunes femmes prostituées et leur permettre de trouver une nouvelle vie. Elle a ensuite ouvert un foyer pour garçons, notamment afin de pouvoir accueillir aussi les enfants des prostituées. Enfin elle a créé une association pour assurer la pérennité de son œuvre. Les nombreux livres qu'elle a écrits sur son travail ont inspiré de nombreuses vocations missionnaires.

## Biographie

### Enfance et formation
Amy Beatrice Carmichael est née en 1867 dans le petit village de Millisle, dans le Comté de Down, en Ulster, où son père était meunier. Ses parents, David et Catherine Carmichael, étaient de fervents presbytériens. Elle était l'aînée d'une fratrie de sept frères et sœurs. Une anecdote sans doute apocryphe est que, dans son enfance, Amy, mécontente d'avoir les yeux bruns, avait prié avec ferveur pour que ses yeux deviennent bleus et qu'elle fut très déçue que cela ne se produise pas. Elle pinçait aussi les joues de son petit frère pour faire rendre encore plus belle la couleur de ses yeux bleus, ce dont elle se repentait ensuite par la suite. En tant qu'adulte, cependant, elle a compris que ses yeux bruns l'avaient probablement aidée à être acceptée et intégrée en Inde.[réf. nécessaire]
Amy a étudié au collège pour filles à Harrogate pendant quatre ans. C'est là qu'elle a connu une expérience de conversion au christianisme.
Le père d'Amy déménagea la famille à Belfast, alors qu'elle avait 16 ans, mais il mourut deux ans plus tard. À Belfast, le ménage Carmichael avait fondé l'Église Évangélique de la Bienvenue. Au milieu des années 1880, David Carmichael avait lancé une école du dimanche matin pour les shawlies (filles qui travaillaient dans les moulins et portaient des châles au lieu de chapeaux), dans la salle paroissiale de l'église presbytérienne de Rosemary Street. Cette mission ayant connu une croissance rapide, il fallut chercher une salle pouvant accueillir environ 500 personnes. À ce moment, Amy vit une publicité, dans le journal The Christian, pour un bâtiment en poutrelles métalliques qui pouvait être construit moyennant 500 livres et qui pouvait accueillir 500 personnes. Deux dons, l'un d'une valeur de 500 livres de la part de Miss Kate Mitchell et l'autre d'un terrain offert par le propriétaire d'un moulin, permirent l'érection du premier "Hall de Bienvenue" à l'angle de Cambrai Street et de Heather Street en 1887.
Amy continua à y travailler jusqu'à ce qu'elle reçoive un appel pour participer à un travail d’évangélisation parmi les ouvrières des moulins de Manchester, en 1889, d'où elle embrassera ensuite une carrière missionnaire. À de nombreux égards, elle semblait être un candidat improbable pour ce travail de missionnaire, car elle souffrait d'une névralgie, une maladie de nerfs qui rendait son corps faible et douloureux et l'obligeait parfois à rester au lit pendant des semaines. Mais à la Convention de Keswick de 1887, elle entend Hudson Taylor, fondateur de la China Inland Mission (CIM) parler de la vie missionnaire; aussitôt après, elle est convaincue de sa vocation missionnaire. Elle s'est proposée à la Mission à l'Intérieur de la Chine et a vécu à Londres, dans la maison de formation pour les femmes, où elle a rencontré l'auteur et missionnaire en Chine, Marie Geraldine Guinness, qui l'a encouragée à poursuivre l'œuvre missionnaire. Elle était prête à partir pour l'Asie lorsque l'on a déterminé que son état de santé la rendait inapte pour ce travail. Repoussant à plus tard sa carrière missionnaire avec la CIM, elle rejoint une peu plus tard la Church Mission Society.

### Travail en Inde
Amy Carmichael est d'abord partie au Japon pendant quinze mois, mais elle est tombée malade et a dû rentrer en Angleterre. Après une courte période de service à Ceylan (Sri Lanka), elle partit pour Bangalore, en Inde pour se soigner et y trouva sa vocation. En 1895, elle reçut un mandat de la Mission Zenana de l'Église d'Angleterre (Société missionnaire spécialisée sur l'Inde). Le travail le plus remarquable d'Amy Carmichael a été de recueillir des jeunes filles, jeunes femmes et enfants nécessiteux ou abandonnés, dont certaines ont été sauvées de coutumes religieuses hindouistes qui les conduisaient à la prostitution forcée. Ces femmes, qu'on appelle en Inde du sud les devadâsî, étaient attachées parfois très jeunes (à partir de 7 ans) au service d'un temple hindou où elles étaient en théorie considérées comme les épouses des dieux, mais en pratique réduites à l'esclavage, y compris sexuel, de prêtres ou de riches notables dont elles portaient les enfants.
Selon le propre récit d'Amy Carmichael, son œuvre avait commencé avec une jeune fille prénommée Preena. Devenue servante du temple contre son gré, Preena avait réussi à s'échapper. Amy Carmichael lui fournit un hébergement et surtout résista aux menaces de ceux qui voulaient que la jeune fille soit directement renvoyée au temple, ou bien à sa famille ce qui équivalait à un retour au temple par une voie indirecte puisque les devadâsî étaient dédiées au temple pour la vie. Le nombre de ces incidents ayant rapidement augmenté, cela détermina le nouveau ministère d’Amy Carmichael.
Respectant la culture indienne, les membres de l’organisation portaient des vêtements indiens et donnaient aux enfants sauvés des noms indiens. Amy Carmichael elle-même se vêtait de vêtements indiens, et teignait sa peau de café noir, parcourant souvent de longues distances sur les routes poussiéreuses et poussiéreuses de l'Inde pour sauver un enfant de la souffrance.
En 1901, Amy Carmichael a fondé l'association de Dohnavur pour continuer son travail, comme elle l'a raconté plus tard dans The Gold Cord (1932). Elle a exposé dans son livre de 1903 (Things as they are, "Les choses telles qu’elles sont") toutes les difficultés de son travail missionnaire dans le sud de l’Inde (1903), livre dont la popularité a été importante et a sans doute aidée à obtenir des soutiens financiers.
Dohnavur est situé dans le Tamilnadu, à 45 km de la pointe sud de l'Inde. Le nom dérive du comte Dohna, qui a initialement financé les missionnaires allemands sur le site au début du XIXe siècle, sur lequel le révérend Thomas Walker a ensuite créé une école. L'association de Carmichael a transformé Dohnavur en un sanctuaire pour plus de mille enfants soustraits à un avenir sombre.
Lorsqu'on a demandé aux enfants ce qui les attirait chez Amy, ils ont répondu le plus souvent: « C'était de l'amour. Amma (ils se réfèrent à Amy comme leur mère; Amma veut dire mère) nous a aimés. "
Pendant son service en Inde, Amy a reçu une lettre d'une jeune femme qui envisageait la vie en tant que missionnaire. Elle a demandé à Amy: "Comment est la vie missionnaire?" Amy a répondu en disant simplement que "la vie missionnaire est simplement une chance de mourir". Néanmoins, en 1912, la reine Mary a reconnu le travail de la missionnaire et l'a aidée à financer un hôpital à Dohnavur. En 1913, l'association de Dohnavur servait 130 jeunes filles. En 1918, l'association de Dohnavur a créé un foyer pour les jeunes garçons, dont beaucoup étaient les enfants d'anciennes prostituées du temple. En 1916, Carmichael forme un ordre religieux protestant appelé Sisters of the Common Life.

### Fin de vie
En 1931, Amy Carmichael s'est gravement blessée en tombant et elle est restée alitée pendant une grande partie de ses deux dernières décennies. Cependant, cela ne l'a pas empêchée d'écrire, car elle a publié 16 livres supplémentaires, dont "Ses pensées disaient", "Son père disait" (1951), "If" (1953), "Edges of His Ways" (1955) et "Missionnaire de Dieu" (1957). Les biographes diffèrent sur le nombre de ses œuvres publiées, qui peuvent avoir atteint 35 ou même davantage, bien que seulement quelques-unes restent imprimées aujourd'hui.
Amy Carmichael est morte en Inde en 1951 à l'âge de 83 ans. Elle a demandé qu'aucune pierre ne soit posée sur sa tombe à Dohnavur. Au lieu de cela, les enfants dont elle s’est occupée ont placé un birdbath (cuvette pour permettre aux oiseaux de se baigner ou de boire) portant l’inscription « Amma », qui signifie mère en tamoul.

## Postérité
La vie exemplaire d'Amy Carmichael a inspiré d’autres personnes (notamment Jim Elliot et son épouse Elisabeth Elliot) à poursuivre une vocation similaire. De nombreuses pages Web contiennent des citations d’œuvres de Carmichael, telles que,,:
"C'est une chose sûre de Lui faire confiance pour réaliser le désir qu'Il crée."
L'Inde a interdit la prostitution dans les temples en 1948. Cependant, l'association de Dohnavur continue, soutenant maintenant environ 500 personnes sur 400 acres avec 16 maisons et un hôpital. Les femmes secourues peuvent partir ou rejoindre la communauté, ou revenir pour des occasions importantes, y compris la période de Noël. La fondation est maintenant dirigée par des Indiens sous la juridiction du diocèse de Tirunelveli de l’Église d'Inde du Sud (anglicane), fondé en 1896. Des politiques modifiées reconnaissant la loi indienne exigent que tous les enfants nés ou amenés à Dohnavur soient envoyés en éducation en 6e année. De plus, depuis 1982, les bébés garçons sont adoptés plutôt que de rester dans la communauté.

## Œuvres
(Liste non exhaustive)
- From Sunrise Land: Letters from Japan, Marshall 1895
- Things as they are; mission work in southern India, London: Morgan and Scott (1905)
- Lotus Buds, London: Morgan and Scott (1912)
- Ragland, pioneer, Madras: S.P.C.K. Depository (1922) (biography of Thomas Gajetan Ragland)
- Walker of Tinnevelly, London: Morgan & Scott (1916) (biography of Thomas Walker)
- Though the Mountains Shake, Madras: Diocesan Press (1943)
- Candles in the Dark, Christian Literature Crusade (June 1982)
- Rose from Brier, Christian Literature Crusade (June 1972)
- Mimosa: A True Story, CLC Publications (September 2005)
- If, Christian Literature Crusade (June 1999)
- Gold Cord, Christian Literature Crusade (June 1957)
- Edges of His Ways, Fort Washington: Christian Literature Crusade (1955)
- Mountain Breezes: The Collected Poems of Amy Carmichael, Christian Literature Crusade (August 1999)
- Whispers of His Power, CLC Publications (June 1993)
- Thou Givest They Gather, CLC Publications (June 1970)
- Ploughed Under : The Story of a Little Lover, Society for Promoting Christian Knowledge (SPCK) (1934)
- Kohila: The Shaping of an Indian Nurse, CLC Publications (July 2002)
- In This Generation: Looking to the Past to Reach the Present, Todd Ahrend (2010) [14]